# Barčov
Barčov (Duits: Bartschow) is een Tsjechische plaats in de gemeente Neustupov, regio Midden-Bohemen, en maakt deel uit van het district Benešov. Het dorp ligt op 2 kilometer afstand van Neustupov.
Barčov telt 7 inwoners (2021).

## Geschiedenis
De eerste schriftelijke vermelding van het dorp dateert van 1379.
Tussen 1850 en 1950 maakte het dorp deel uit van de gemeente Malovice, van 1961 tot 1979 van de gemeente Jiřetice en sinds 1 januari 1980 van Neustupov. Sinds 1960 is Barčov ondergebracht bij het district Benešov.

## Verkeer en vervoer

### Autowegen
Er leidt een regionale weg naar het dorp.

### Spoorlijnen
Er is geen station in Barčov. Het dichtstbijzijnde station is in Červený Újezd, op zo'n 10,5 kilometer afstand. Dat station ligt aan spoorlijn 220 van Praag naar Tábor.

### Buslijnen
Er is geen bushalte in het dorp. De dichtstbijzijnde bushalte is in Chlístov, op één kilometer afstand:
| Halte               | Lijn(en) | Traject(en)                  | Vervoerder(s)       |
| ------------------- | -------- | ---------------------------- | ------------------- |
| Neustupov, Chlístov | 456      | Miličín - Votice (- Pojbuky) | BusLine jižní Čechy |

## Bezienswaardigheden
- Monumentale klokkentoren

## Galerij

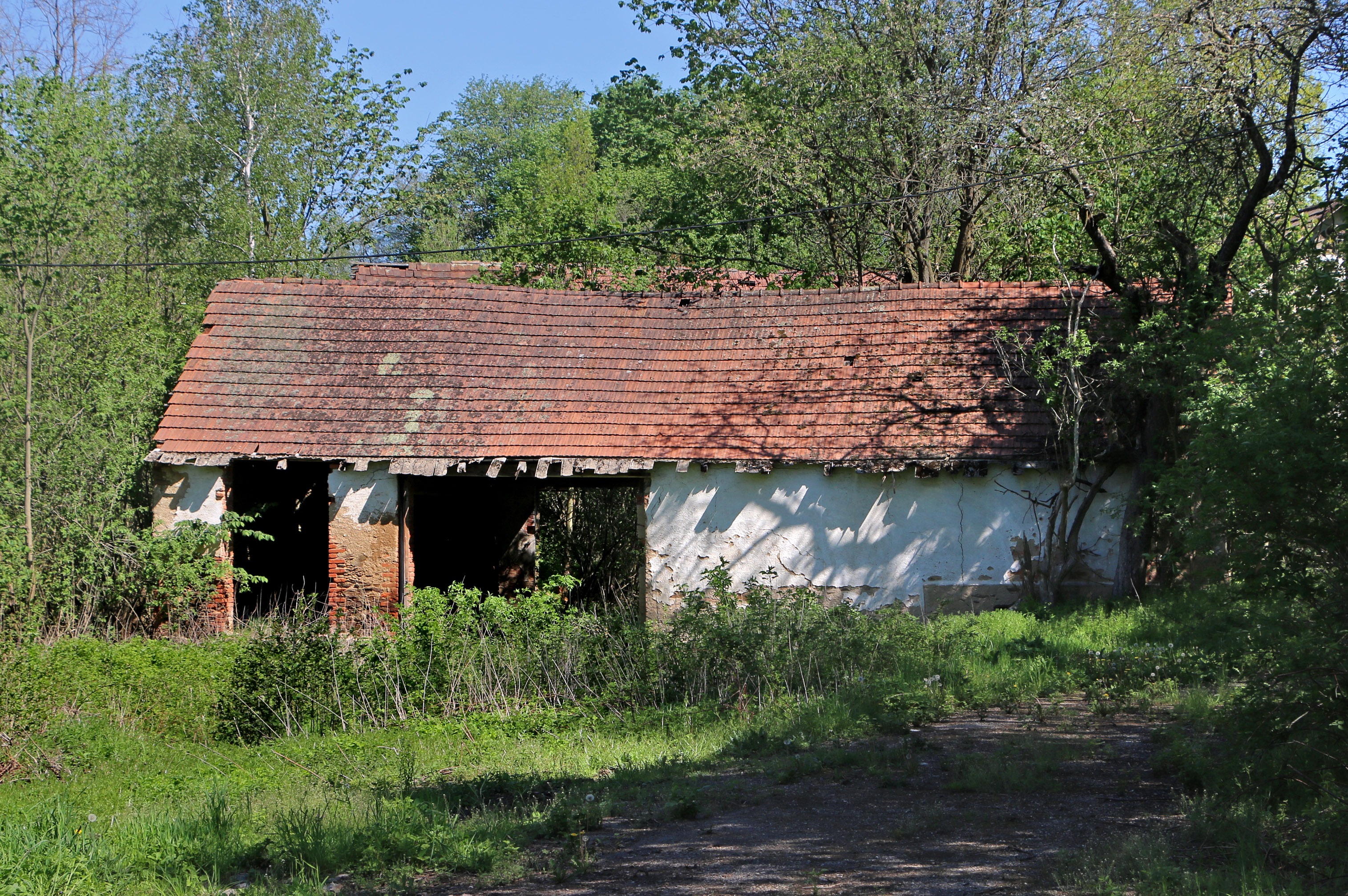
Oude boerderij in het dorp (2017)
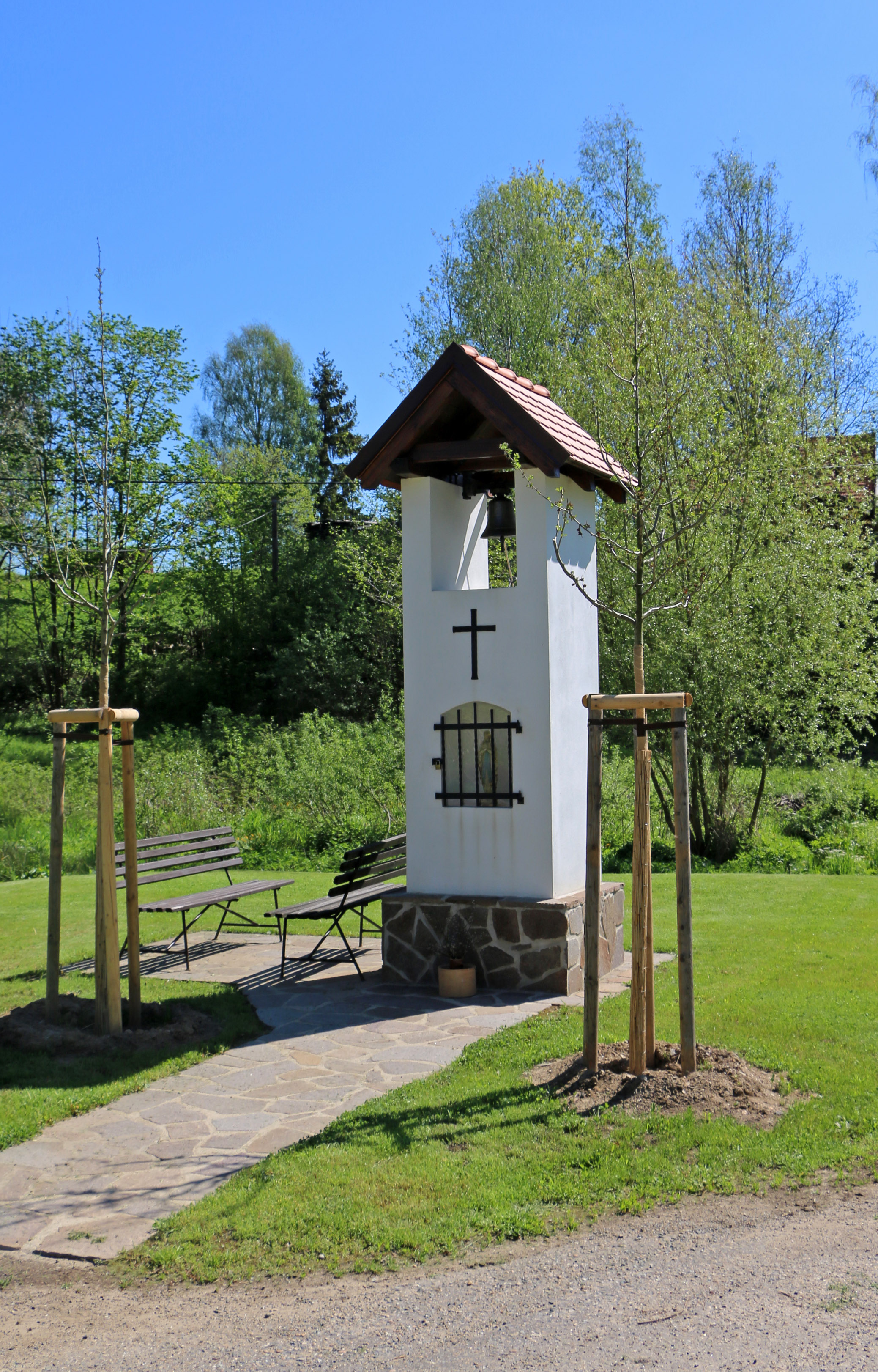
Klokkentoren (2017)